# Sonic Rush
Sonic Rush är ett Nintendo DS-spel i Sonic-serien utvecklat av Sonic Team och Dimps. Blaze the Cat introduceras i Sonic-serien, tillsammans med Eggman Nega som både kommer från ett alternativt universum av den Sonic och hans vänner befinner sig i.

## Spelmekanik och liknelser iSonic-serien
Spelmekaniskt så liknar Sonic Rush de flesta andra Sonic-spelen som utspelar sig i ett plattformsperspektiv, men liknelser dras oftast mellan Sonic Rush och Sonic Advance 2, då både spelen handlar mer om att konstant röra sig framåt, istället för precist plattformshoppande. Sonic Rush förblir oftast exemplet fans tar upp när man diskuterar skillnaden i spelmekanik mellan de "klassiska" Sonic-spelen (såsom Sonic-spelen på Sega Mega Drive) och de "nya" Sonic-spelen (såsom Sonic Advance-serien, Sonic Rush och Sonic Unleashed).